# Piper umbriense
Piper umbriense är en pepparväxtart som beskrevs av Trel. & Yunck.. Piper umbriense ingår i släktet Piper och familjen pepparväxter. Inga underarter finns listade i Catalogue of Life.